# Berlinski sporazum (1878)
Berlinski sporazum, uradno Sporazum med Avstro-Ogrsko, Francijo, Nemčijo, Veliko Britanijo in Irsko, Italijo, Rusijo in Osmanskim cesarstvom za ureditev zadev na Vzhodu, je bila podpisan 13. julija 1878.
Po ruski zmagi proti Osmanskemu cesarstvu v rusko-turški vojni 1877–1878 so velike sile preoblikovale zemljevid balkanske regije. Razveljavile so nekatere izjemne pridobitve, ki jih je dosegla Rusija v predhodnem Sanstefanskem sporazumu, Osmansko cesarstvo pa je kljub temu izgubilo svoje glavne posesti v Evropi. Berlinski sporazum je bil eden od treh velikih mirovnih sporazumov, sklenjenih v obdobju po Dunajskem kongresu leta 1815. Bil je sklepni akt Berlinskega kongresa (13. junij – 13. julij 1878), kateremu je predsedoval  nemški kancler Otto von Bismarck.
Najpomembnejša naloga kongresa je bila odločitev o usodi Bolgarije, čeprav je bila Bolgarija na rusko vztrajanje izključena iz pogajanj, ker takrat ni bila suverena država in kot taka ni bila predmet mednarodnega prava. Enako je veljalo za Bolgare same. Izključitev je bila že ugotovljeno dejstvo na Carigrajski konferenci velikih sil, ki je leto prej potekala brez bolgarske udeležbe.

## Ozadje
S Pariškim mirovnim sporazumom iz leta 1856, ki je končal krimsko vojno, je Črno morje postalo nevtralno. Sporazum je zaščitil Osmansko cesarstvo, končal Sveto alianso Avstrije, Prusije in Rusije in oslabil splošni položaj Rusije. Leta 1870 se je Rusija sklicevala na doktrino rebus sic stantibus, ker so se temeljito spremenile okoliščine in Pariški sporazum ni bil več uporaben. Rusija je prekinila sporazum s kršitvijo določb o nevtralnosti Črnega morja. Velike sile so postajale vse bolj prepričane, da Osmansko cesarstvo ne bo moglo obdržati svojih ozemelj v Evropi.
Leta 1875 je upor v Hercegovini povzročil veliko vzhodno krizo. Ko se je konflikt na Balkanu stopnjeval, so grozodejstva med aprilsko vstajo leta 1876 v Bolgariji razvnela protiturška čustva v Rusiji in Veliki Britaniji, kar je nazadnje doseglo vrhunec v rusko-turški vojni leta 1877.

## Določbe
Sporazum je uradno priznal neodvisnost de facto suverenih kneževin Romunije, Srbije in Črne gore in njihovo širitev ter avtonomijo Bolgarije, čeprav je slednja de facto delovala neodvisno in je bila razdeljena na tri dele: Kneževino Bolgarijo, avtonomno pokrajino Vzhodno Rumelijo in Makedonijo, ki je bila vrnjena Osmanskemu cesarstvu. Slednje je izničilo ruske načrte o neodvisni in rusofilski Veliki Bolgariji. Sanstefanski sporazum je namreč je ustvaril pogoje za takšno bolgarsko državo, česar sta se Velka Britanija in Avstro-Ogrska najbolj bali.
Berlinski sporazum je potrdil večino ruskih pridobitev na račun Osmanskega cesarstva, določenih v Sanstefanskem sporazumu. Med ruskimi pridobitvami so bili Batumi, Adžarija, Ardahan in Kars, dolina Alaškerd in mesto Bajazid pa sta bila vrnjena Osmanom.
Carigrajski sporazum iz leta 1879, sklenjen po nadaljevanju pogajanj,  je ponovno potrdil določbe Sanstefanskega sporazuma, ki jih Berlinski sporazum ni spremenil, in določila zneske odškodnin, ki jih je Osmansko cesarstvo dolgovalo Rusiji za medvojne  izgube podjetij in ustanov. Omogočil je amnestijo osmanskih podanikov in osvoboditev vojnih ujetnikov. Poleg tega je VII. člen pogodbe določal, da lahko podaniki na ozemlju, ki ga je pridobila Rusija, izbirajo, ali želijo biti osmanski ali ruski podaniki. Opcija je veljala v obdobju šestih mesecev po začetku veljavnosti sporazuma.
Romunija je bila kljub prošnjam in zahtevam svojih delegatov  prisiljena odstopiti južno Besarabijo Ruskemu carstvu. Kot nadomestilo je dobila Dobrudžo, vključno z delto Donave. Sporazum je časovno omejil rusko okupacijo Bolgarije na 9 mesecev, kar je hkrati omejilo tudi čas, v katerem so se lahko  ruske enote in njihova oskrba premikale po romunskem ozemlju.
Tri nove neodvisne države so se kasneje razglasile za kraljevine: Romunija leta 1881, Srbija leta 1882 in Črna gora leta 1910.  Bolgarija je razglasila popolno neodvisnost leta 1908, potem ko se je leta 1885 združila z Vzhodno Rumelijo. Avstro-Ogrska je leta 1908 priključila Bosno, kar je sprožilo bosansko krizo, veliko evropsko krizo, ki je okrepila zavezništva pred prvo svetovno vojno.
Berlinski sporazum je podelil poseben pravni status nekaterim verskim skupinam in naj bi služil kot model za manjšinske sporazume v okviru Društva narodov. Določal je, da mora Romunija priznati nekristjane (Jude in muslimane) kot polnopravne državljane. Sporazum je tudi nejasno pozval k popravku meje med Grčijo in Osmanskim cesarstvom, do česar je prišlo po dolgotrajnih pogajanjih leta 1881 s prenosom Tesalije na Grčijo.
V Salisburski okrožnici z dne 1. aprila je markiz Salisburski, ki je bil naslednji dan imenovan za zunanjega ministra, jasno izrazil svoje nasprotovanje in nasprotovanje svoje vlade Sanstefanskemu sporazumu in ugodnemu položaju Rusije v okviru tega sporazuma. Zgodovinar A.J.P. Taylor je bil drugačnega mnenja in zapisal: "Če bi se Sanstefanski sporazum obdržal, bi Osmansko cesarstvo in Avstro-Ogrska morda preživela do danes".
Kosovski vilajet je ostal del Osmanskega cesarstva. Avstro-Ogrski je bilo dovoljeno namestiti svoje vojaške garnizije v osmanskem Bosanskem vilajetu in Novopazarskem sandžaku. Banski vilajet je Avstro-Ogrska okupirala, čeprav je bil in formalno ostal del Osmanskega cesarstva, dokler ga trideset let pozneje, 5. oktobra 1908, ni Avstro-Ogrska priključila. Avstroogrski garnizoni v Novopazarskem sandžaku so bili umaknjeni leta 1908 po aneksiji Bosanskega vilajeta in posledični bosanski krizi. Z Osmanskim cesarstvom, ki se je spopadalo z notranjimi spori zaradi mladoturške revolucije (1908), je bilo težko sklepati kompromise. Kaotične razmere v Osmanskem cesarstvu so hkrati omogočile Bolgariji, da je 5. oktobra 1908 uradno razglasila svojo neodvisnost.

## Sezam pooblaščencev
- Osmansko cesarstvo
  - Aleksander Karateodori Paša, minister za javna dela
  - Mehmed Ali Paša, maršal Osmanske armade
  - Sadulah Paša, ambasador v Berlinu[2]
- Združeno kraljestvo
  - Benjamin Disraeli, ministrski predsednik Velike Britanije
  - Robert Gascoyne-Cecil, državni sekretar za zunanje zadeve
  - Odo Russell, ambasador v Berlinu
- Nemško cesarstvo in Prusija
  - Otto von Bismarck, ministrski predsednik Prusije in nemški kancler
  - Bernhard Ernst von Bülow, zunanji minister Prusije
  - Chlodwig Hohenlohe-Schillingsfürst, ambasador v Parizu
- Avstro-Ogrska
  - Gyula Andrássy, zunanji minister Avstro-Ogrske
  - Alajos Károlyi, ambasador v Berlinu
  - Heinrich Karl von Haymerle, ambasador v Rimu
- Francoska tretje republika
  - William Henry Waddington, ambasador v Berlinu in minister za zunanje zadeve
  - Félix Hippolyte Desprez, direktor za politične zadeve v Oddelku za zunanje zadeve
- Ruski imperij
  - Aleksander Gorčakov, kancler in zunanji minister
  - Pjotr Andrejevič Šuvalov, ambasador na britanskem dvoru
  - Pavel Ubri/Paul d'Oubril, ambasador v Berlinu
- Kraljevina Italija
  - Edoardo de Launay, ambasador v Berlinu
  - Luigi Corti

## Primarni viri
- European commission for Eastern Roumelia (1880). Report presented to the international commission at Constantinople [European commission for Eastern Roumelia as to the state of Macedonia since the treaty of Berlin. Gilbert & Rivington.
- Gladstone, William Ewart (1878). The Berlin Treaty and the Anglo-Turkish Convention: speech of the Right Hon. W.E. Gladstone, M.P. in the House of Commons on Tuesday, July 30th, 1878.
- Gladstone, William Ewart (1916). »The Treaty of Berlin, 30 July 1878«. Gladstone's Speeches, Descriptive Index and Bibliography by Arthur Tilney Bassett with a Preface by Viscount Bryce, O.M. and Introduction to the Selected Speeches by Herbert Paul. London: Methuen & Co. str. 505–52.